# راي وليامز (لاعب كرة قدم)
راي وليامز (بالإنجليزية: Ray Williams)‏ (30 أغسطس 1946 بستوك أون ترينت في المملكة المتحدة - ) هو مدرب كرة قدم ومعلق رياضي ولاعب كرة قدم بريطاني في مركز الهجوم. لعب مع بورت فايل وستوك سيتي وستافورد رينجرز ونورثويتش فيكتوريا.

## وصلات خارجية
- راي وليامز على موقع قاعدة بيانات كرة القدم.إي يو (الإنجليزية)